# Headless (Informatik)
Als headless (englisch für kopflos) bezeichnet man Computer, meist Serversysteme, die über keinen Bildschirm oder sonstige grafische Ausgabe verfügen. Sie verwenden auch keine Eingabegeräte wie Tastatur oder Maus, sondern haben in vielen Fällen als Steuerungsmöglichkeit eine Netzwerkverbindung, die einen Zugriff über SSH oder andere Terminaldienste ermöglicht, in neueren Fällen oft auch über Web-Frontends.
Alternativ gibt es auch Server, die mit einem KVM-Switch zusammengeschlossen sind. Da die Aufgaben dieser Rechner meist die gleichen sind, fallen auch diese in die Kategorie „headless“.
Das Konzept der „headless“-Architektur findet sich seit einigen Jahren verstärkt bei Content-Management- sowie bei Shop-Systemen für den elektronischen Handel. Hier trennt man die Benutzeroberfläche, das Frontend, von den nachgelagerten Prozessen, dem Backend. Beide Schichten kommunizieren über eine standardisierte Programmierschnittstelle (API) und tauschen darüber Informationen aus. Ziel ist es, Daten und Logik möglichst vielen Nutzungsszenarien zur Verfügung zu stellen, etwa klassischen Websites, aber auch mobilen Apps oder Sprachassistenten.